# Prîvorottea Druhe, Camenița
Prîvorottea Druhe (în ucraineană Привороття Друге) este un sat în comuna Humenți din raionul Camenița, regiunea Hmelnîțkîi, Ucraina.

## Demografie
Componența lingvistică a localității Prîvorottea Druhe
     Ucraineană (96,99%)
     Rusă (3,01%)
Conform recensământului din 2001, majoritatea populației localității Prîvorottea Druhe era vorbitoare de ucraineană (96,99%), existând în minoritate și vorbitori de rusă (3,01%).